# Nguyễn Thành Giung
Henri Nguyễn Thành Giung (1894 – 1959), là nhà giáo dục người Việt Nam từng giữ chức Tổng trưởng Bộ Giáo dục trải qua ba chính phủ Nguyễn Văn Thinh, Trần Văn Hữu và Nguyễn Văn Tâm.

## Tiểu sử
Nguyễn Thành Giung sinh năm 1894 tại làng Tân Đông, tỉnh Sa Đéc, Nam Kỳ, Liên bang Đông Dương (nay thuộc phường 4, thành phố Sa Đéc, tỉnh Đồng Tháp). Theo sách Sa Đéc xưa và nay xuất bản năm 1971, ông quê quán ở làng Tân Hưng, tỉnh Sa Đéc.
Ban đầu, ông theo học tại Trường Chasseloup-Laubat ở Sài Gòn, sau đó sang Pháp du học. Sau khi học xong trung học ở Marseille, ông nhận bằng tiến sĩ khoa học tự nhiên (thời đó gọi là vạn vật học), xếp hạng ưu tại Đại học Khoa học Marseille năm 1923.
Năm 1926, ông nhập quốc tịch Pháp. Trở về nước, ông giảng dạy bộ môn vạn vật học tại các trường: Sư phạm Sài Gòn, Chasseloup-Laubat và Lycée Pétrus Trương Vĩnh Ký từ năm 1926. Ngoài ra ông còn làm hiệu trưởng Trường Trung học Mỹ Tho.
Năm 1946, ông trở thành Tổng trưởng Bộ Giáo dục Cộng hòa tự trị Nam Kỳ do Thủ tướng Nguyễn Văn Thinh đứng đầu. Năm 1949, ông giữ chức vụ Giám đốc Nha Học chính Nam Việt. Sau khi chính phủ Cộng hòa tự trị Nam Kỳ sụp đổ, ông giã từ chính trường rồi chuyển ra Hà Nội làm hiệu trưởng Đại học Khoa học Hà Nội. Năm 1952, ông được bổ nhiệm làm Tổng trưởng Bộ Quốc gia Giáo dục Quốc gia Việt Nam kiêm Phó Viện trưởng Viện Đại học Hà Nội dưới thời hai vị Thủ tướng Trần Văn Hữu và Nguyễn Văn Tâm.
Ngày 14 tháng 10 năm 1953, ông ký Nghị định số 193-GD/NA ban hành một chương trình giáo dục mới "trên toàn cõi Việt Nam". Chương trình này tiếp tục chương trình giáo dục do Hoàng Xuân Hãn soạn từ năm 1945, được xem là chương trình giảng dạy bằng tiếng Việt đầu tiên tại Việt Nam.
Sau năm 1955, ông quay về sinh sống ở Sài Gòn cho tới khi mất vào năm 1959.

## Nhà cổ
Nhà cổ tiến sĩ Nguyễn Thành Giung hay còn gọi là Nhà tấn sĩ Giung, là một biệt thự kiểu Pháp nằm ở Cù lao Tân Hưng, phường 4 thành phố Sa Đéc ngày nay, được các kỹ sư người Pháp thiết kế và hoàn thành vào năm 1928. Ngôi nhà xuất hiện trong bộ phim Người tình và ngày nay là một di tích lịch sử cấp tỉnh và điểm du lịch của thành phố.